# La Chapelle-au-Riboul
La Chapelle-au-Riboul ist eine französische Gemeinde mit 503 Einwohnern (Stand: 1. Januar 2022) im Département Mayenne in der Region Pays de la Loire. Die Gemeinde gehört zum Kanton Lassay-les-Châteaux im Arrondissement Mayenne. Die Einwohner werden Chapellois genannt.

## Geographie
La Chapelle-au-Riboul liegt etwa 60 Kilometer nordwestlich von Le Mans am Aron. Umgeben wird La Chapelle-au-Riboul von den Nachbargemeinden Hardanges im Norden und Osten, Le Ham im Nordosten, Champgenéteux im Südosten, Hambers im Süden, Grazay im Südwesten sowie Marcillé-la-Ville im Westen und Nordwesten.

## Bevölkerungsentwicklung
| Jahr      | 1962 | 1968 | 1975 | 1982 | 1990 | 1999 | 2006 | 2013 | 2019 |
| Einwohner | 634  | 567  | 491  | 442  | 452  | 448  | 500  | 513  | 507  |

## Sehenswürdigkeiten
- Kirche Notre-Dame-de-l'Annonciation (Verkündigungskirche) aus dem 19. Jahrhundert

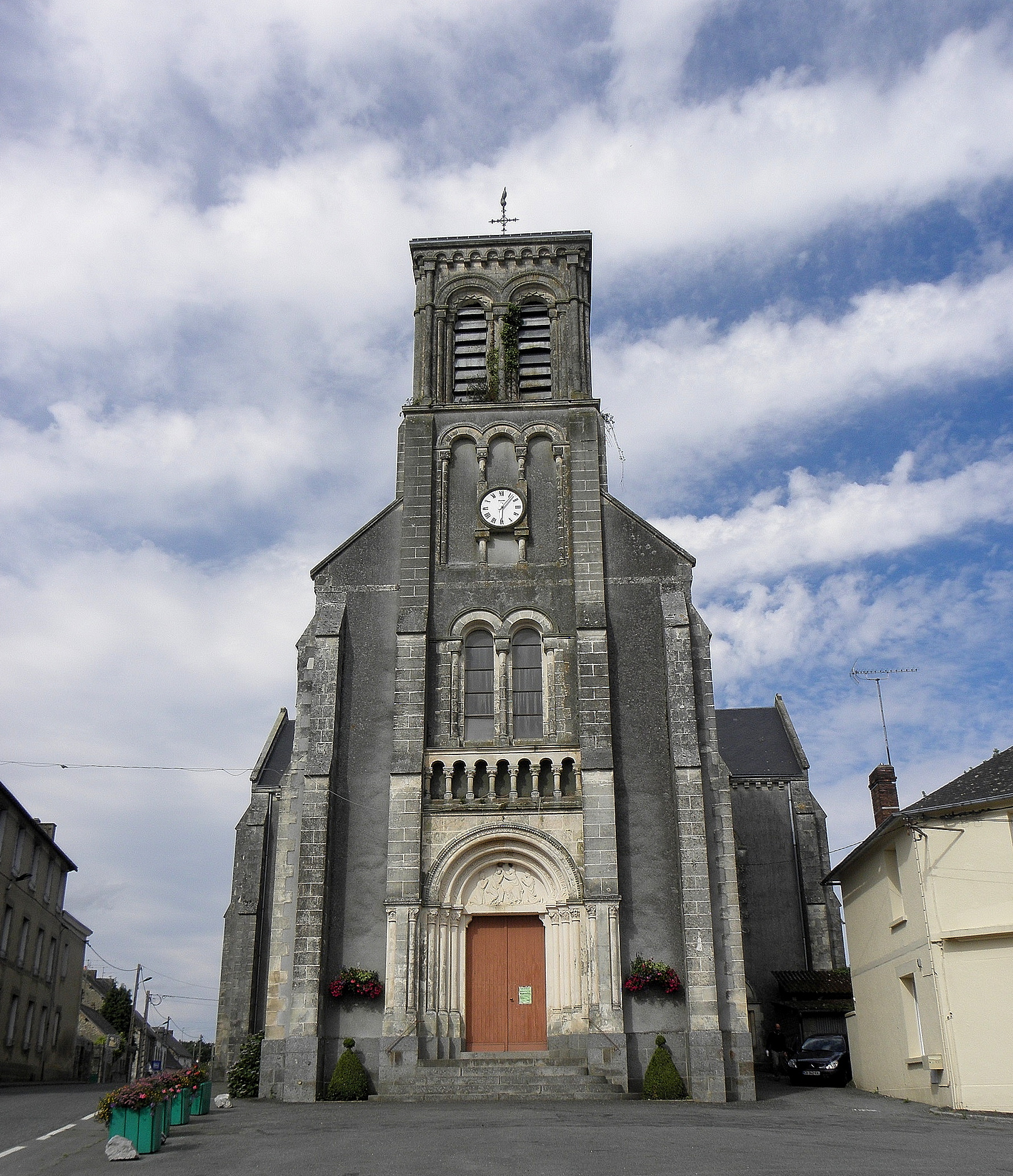
Kirche Notre-Dame-de-l'Annonciation